# 李连捷
李连捷（1908年6月17日—1992年1月11日），男，直隶（今河北）玉田人，中国土壤地理学家，北京农业大学教授，中国科学院院士。中国土壤学主要开拓者和奠基人之一。

## 生平
1932年毕业于燕京大学理学院地理系。1940年获中华文化基金奖，被派往美国考查水土保持工作继而留美学习，先后获田纳西大学硕士学位和伊利诺伊大学博士学位。1955年选聘为中国科学院院士（学部委员）。